# 快扣 (攀登裝備)

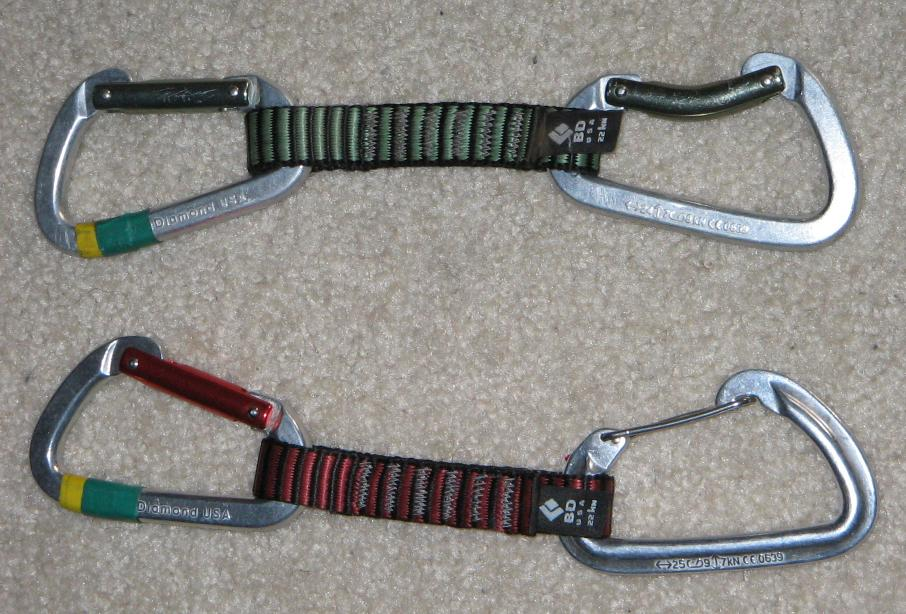
兩個快扣。

快扣（英文：quickdraw），或译快挂，是一種攀登裝備，用於攀岩或冰攀時的先鋒攀登，用以連結捆綁於攀登者身上的登山繩和攀登壁上的固定點（例如耳片）或其他確保點。